# Le Poète voyageur
Pour les articles homonymes, voir L'Éclair.
Le Poète voyageur est une peinture à l'huile sur toile créée par le peintre français Gustave Moreau en 1890-1891, représentant un poète androgyne devant un gouffre et un cheval ailé (parfois décrit comme étant Pégase) qui le regarde.
Elle est conservée au musée Gustave-Moreau à Paris.

## Réalisation et attribution

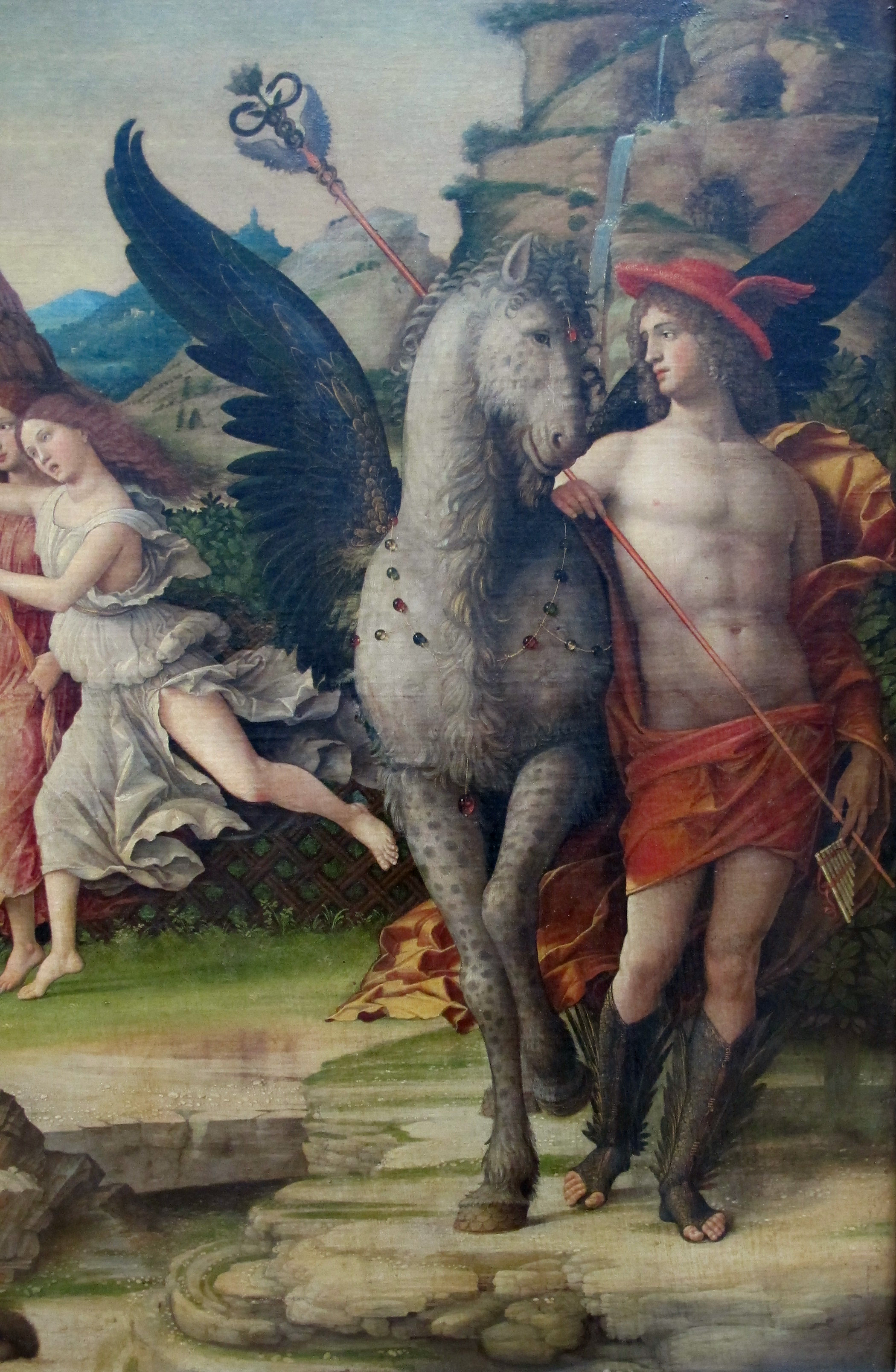
Détail du Parnasse d'Andrea Mantegna.

Cette peinture est créée en 1890-1891. Elle semble inspirée par la propulsion dynamique que permet le cheval, comparable à « un mouvement aérien », mais aussi par les œuvres d'Andrea Mantegna. Elle s'inscrit dans la thématique des représentations de poètes par Gustave Moreau, également explorée par cet artiste avec son œuvre Poète mort porté par un centaure. Ces œuvres figurent souvent des poètes androgynes.

## Description
Jean Laran décrit cette peinture comme représentant un poète « accablé devant un gouffre et que Pégase regarde avec une pitié sévère ». Il s'agit d'une œuvre symbolique.
Le tableau mesure 180 × 146 cm ; il s'agit d'une peinture à l'huile sur toile,. Il est signé du nom Gustave Moreau en bas à gauche.

## Parcours du tableau
Cette œuvre est conservée au musée Gustave-Moreau, à Paris.
Le tableau est présenté dans l'exposition « Cheval en majesté » du château de Versailles en 2024.